# Nemaschema olivaceum
Nemaschema olivaceum là một loài bọ cánh cứng trong họ Cerambycidae.